# 理察·德摩斯
理察·德摩斯（荷蘭語：Richard de Mos，1976年5月5日—）是荷蘭政治人物，他在2009年至2012年間擔任自由黨的下議院議員代表，2010年起任職於海牙市政議會。
德摩斯在荷蘭角港長大，後於海牙史普爾維克（Spoorwijk）就讀小學。他在2007年時擔任自由黨下議院議員馬丁·波司馬的政策委員。2009年9月1日，他頂替貝李·馬德蘭納擔任自由黨的下議院議員。他在下議院中主要關注環境政策、氣候變遷、水路、照護與計程車政策。德摩斯在2012年黨魁之爭中輸給了海爾特·威爾德斯。
自2010年3月11日起，德摩斯於海牙市政議會擔任議員，起初代表自由黨，後期以獨立參選人身分。他在2014年市政選舉中代表德摩斯黨與長者黨聯盟參選，並贏得三個席次。

## 外部連結
- （荷兰文） 議會網頁的個人傳記 （页面存档备份，存于）